# میجر لیگ رسلینگ
میجر لیگ رسلینگ (انگلیسی: Major League Wrestling) شرکت تبلیغات ورزشی آمریکایی است، که در سال ۲۰۰۲ توسط کورت بائر تأسیس شد.